# Lupus (książę Spoleto)
Lupus (ur. ? – zm. 752) – książę Spoleto w latach 745–752 jako względnie niezależny od królewskiej władzy w czasie rządów jakie nastały po królu Liutprandzie.
Uczynił wiele donacji na rzecz opactwa Farfa. Po jego śmierci księstwo zostało prawdopodobnie opanowane przez Aistulfa i powierzone na krótki czas Unulfowi.